# Vulbens
Vulbens é uma comuna francesa na região administrativa de Auvérnia-Ródano-Alpes, no departamento da Alta Saboia. Estende-se por uma área de 12.53 km². Em 2010 a comuna tinha 1 671 habitantes (densidade: 133,4 hab./km²).